# Успение Богородично (Матка)
Вижте пояснителната страница за други значения на Успение Богородично.
„Успение на Пресвета Богородица“ или „Света Богородица“ (на македонска литературна норма: „Успение на Пресвета Богородица“) е православен средновековен манастир край скопското село Долна Матка, община Сарай, в северната част на Северна Македония. Част е от Скопската епархия на Македонската православна църква – Охридска архиепископия.
Манастирът е разположен на 17 km от Скопие и на 400 m от езерото Матка, на левия бряг на реката Треска.
Манастирът е построен около 1370 година. В надписа над входната врата от 1497 година се споменава Милица, която намерила църквата без покрив, прикокрила я, изписала я и издигнала притвор. В надписа се споменават Тошинко и неговият син Никола и митрополитът Атанасий Скопски.
Църквата е от типа стеснен вписан кръст, с тристранна апсида и купол на осмостранен барабан на четири иззидани пиластри. Градена е от камък и тухли. Прозорците се малки и високо поставени.
Живописта най-вероятно е дело на еден художник и е от края на XV век. Отличава се с несигурност в разположението на композициите, нечист колорит и доста непрецизен рисунък. Големината и пропорциите на фигурите се менят от сцена до сцена. Най-често фигурите са с дебели, кръгли глави и малки учи. Рядък детай при изписването на лицата на светците с две лазлично оцветени полонити – силно зелена и румена, говори за връзка със старите охридски дела. Изписването на Свети Климент Охридски във втората зона на северния зид също указва за художник от Охрид. Единствено ктиторските портрети на Милица и на нейния син Никола са грижливо изработени и са рядко свидетелство за външния вид на християнските първенци в XV век. Добри са донякъде и образът на Богородица Елеуса с Христос и архангел Гавриил.
Председател на манастирската комисия към манастира „Успение на Пресвета Богородица“ в края на XIX век е българският революционер Георги Попов.